# Hermínia Teixeira
Hermínia Teixeira Santana (* 2003) ist eine são-toméische Kanutin. Sie begann im Alter von 13 Jahren mit dem Kanusport. Sie erhielt 2021 ein olympisches Stipendium und bereitete sich damit erfolgreich auf die Qualifikation für Olympia 2024 in Paris vor, so dass sie dort ihr Land im Kanusport vertreten konnte.

## Erfolge
Nach ersten nationalen Wettkämpfen nahm sie erstmals 2023 an einem internationalen Wettkampf teil, die Junioren- und U23 Kanurennsport-Weltmeisterschaften in Italien. Die nächsten beiden internationalen Veranstaltungen für sie fanden in der nigerianischen Hauptstadt Abuja statt, wo sie insgesamt drei Silbermedaillen gewinnen konnte.
Teixeira Santana trat bei den Olympischen Sommerspielen 2024 in Paris im Einer-Canadier über 200 Meter an und erreichte mit einer Zeit von 60,28 s im Viertelfinale insgesamt Platz 31. Sie war dort eine von drei Teilnehmern São Tomé und Príncipes, das dort erstmals in drei Sportarten vertreten war.